# Discografia di Renzo Arbore
Questa voce elenca la discografia di Renzo Arbore dal 1972 a oggi. 
Consiste per il mercato italiano, in 17 album in studio, di cui 2 colonne sonore dei suoi film e due collaborativi con la Doctor Dixie Jazz Band, 6 album live, 19 singoli di cui soltanto 6 commerciali e 13 promozionali, 6 12 pollici, di cui uno promozionale e 15 raccolte ufficiali.
Nella seguente discografia vengono indicati tra parentesi gli album accreditati a Renzo Arbore con le varie band create nel corso della sua carriera e che compaiono ufficialmente nei crediti dell'album. Laddove non fossero presenti, si tratta di album accreditati al solo Renzo Arbore.
Tra le varie denominazioni: Renzo Arbore e i Senza Vergogna, Renzo Arbore presenta New Pathetic "Elastic" Orchestra, Renzo Arbore e la Barilla Boogie Band, Renzo Arbore e i Campagnoli Belli, Renzo Arbore L'Orchestra Italiana, Renzo Arbore e i suoi Swing Maniacs, Renzo Arbore & The Arboriginals,  Renzo Arbore And Friends

## Album
- 1981 - Ora o mai più ovvero cantautore da grande (Dischi Ricordi, SMRL 6284)
- 1985 - Cari amici vicini e lontani (Fonit Cetra, LPX 142) - (Renzo Arbore e i Senza Vergogna)
- 1986 - Prima che sia troppo tardi (Fonit Cetra e Dischi Ricordi, STVL 6350)
- 1988 - Discao meravigliao (Fonit Cetra, STLP 197) - (Nell'album sono presenti brani incisi dal cast della trasmissione Indietro tutta tra cui Nino Frassica, il coro e una non accreditata Paola Cortellesi)
- 1990 - Sanremix (Fonit Cetra, TLPX 250) - (album inciso in coppia con Lino Banfi, Stefano Palatresi e I Campagnoli Belli)
- 1992 - Napoli. Punto e a capo (Fonit Cetra, TLPX 336) - (Renzo Arbore L'Orchestra Italiana)
- 1993 - Napoli due punti. E a capo (Fonit Cetra, TCDL 367) - (Renzo Arbore L'Orchestra Italiana)
- 1995 - Napoli: punto esclamativo! Internescional uei! (Fonit Cetra, TCDL 392) - (Renzo Arbore L'Orchestra Italiana)
- 1996 - Pecchè nun ce ne jammo in America? (Ricordi, TCDMRL 430222) - (Renzo Arbore L'Orchestra Italiana)
- 1998 - Sud(s) (BMG Ricordi, 74321624742) - (Renzo Arbore L'Orchestra Italiana)
- 2002 - Tonite! Renzo Swing! (CGD EastWest – 0927450812) - (Renzo Arbore e i suoi Swing Maniacs)
- 2013 - ...my American way! (Gazebo Giallo/Sony Music, 88883790732) - (Renzo Arbore & The Arboriginals)
- 2013 - Renzo Arbore & The Arboriginals (Gazebo Giallo/Sony Music, 8843047762) - (Renzo Arbore & The Arboriginals)

## Collaborazioni con altri artisti
- 1983 - Blue, Low & Easy (Doctor Dixie Jazz Band Plus Pupi Avati Featuring Renzo Arbore)
- 1985 - Dreamin' The Blues (Doctor Dixie Jazz Band Plus Renzo Arbore)

## Colonne sonore
- 1981 - Il pap'occhio (RCA, BL 31563)
- 1983 - F.F.S.S. cioè che mi hai portato a fare sopra a Posillipo se non mi vuoi più bene? (Mammouth, ZPGMU 33444) (Mini album con Roberto Benigni e Pietra Montecorvino)

## Album dal vivo
- 1985 - Quelli della notte (Fonit Cetra, LPX 143; con la New Pathetic "Elastic" Orchestra)
- 1985 - Quelli della notte n° 2: meglio dal vivo che dal morto (Fonit Cetra, LPX 146; con la New Pathetic "Elastic" Orchestra)
- 1987 - Viaggiare oh...oh...! (Fonit Cetra, ALP 2019; con la Barilla Boogie Band)
- 2006 - At Carnegie Hall, New York (Atlantic) - (Renzo Arbore L'Orchestra Italiana)
- 2014 - ...e pensare che dovevo fare il dentista... (Gazebo Giallo/Sony Music)  (Renzo Arbore And Friends)
- 2015 - Io faccio 'o show - Live dal teatro Regio di Parma (Gazebo Giallo/Sony Music)  (Renzo Arbore e i suoi Swing Maniacs)

## Raccolte
- 1984 - I film di Renzo Arbore (RCA CL 34388)
- 1985 - "Quelli della notte" agli amici del Radiocorriere TV (Fonit Cetra CTM 101, musicassetta promozionale)  (Renzo Arbore presenta New Pathetic "Elastic" Orchestra)
- 1986 - Fiat Tipo. L'ultima tentazione (Dischi Ricordi OROSK 019, musicassetta promozionale)
- 1986 - Una serata con Renzo Arbore (Fonit Cetra PL 714, triplo LP)
- 1999 - Il meglio di Quelli della Notte (Warner Fonit 3984 29555-2)  (Renzo Arbore presenta New Pathetic "Elastic" Orchestra)
- 2006 - Le Più Belle Canzoni Di Renzo Arbore E "I Senzavergogna"  (Warner Strategic Marketing Italy 5051011-3502-2-1)  (Renzo Arbore e i Senza Vergogna)
- 2005 - Vintage! ma non li dimostra (Atlantic, 5050467717923) (Renzo Arbore e gli Arborigeni)
- 2007 - Le più belle di... (Ricordi, Sony BMG Music Entertainment 88697115362)
- 2007 - Diciottanni di... "Canzoni Napoletane" (...quelle belle) (Gazebo Giallo/Warner Music Italy) (Renzo Arbore L'Orchestra Italiana)
- 2012 - Il clarinetto - The essential collection (SMI 8054188380883)
- 2013 - Un'ora con... (BMG 888837517423)
- 2014 - I suoi grandi successi (BMG 14SC0004, 2CD)
- 2015 - I grandi successi (Saifam ATL 1056-2)
- 2015 - Renzo Arbore E I Senzavergogna - Playlist (Rhino Records 5054197073724)  (Renzo Arbore e i Senza Vergogna)
- 2017 - Arbore Plus (Sony Music 88985495822)

## Singoli
- 1972 - She was not an angel/The stage boy (Tickle, TSP 1307; pubblicato come N.U. Orleans Rubbish Band, 7")

- 1986 - Sfigato Mambo (Ricordi – SRLM 2065, 12" Single Sided)
- 1988 - Cacao meravigliao/Cocco rock (Fonit Cetra, DLP632, 12")
- 1988 - Sì, la vita è tutt'un quiz/Vengo dopo il tiggì (Dischi Ricordi, SRL 11068, 7")
- 1988 - Sigan Bailando (Billo – 110-117, 12") - pubblicato come Billo's Caracas Boys)
- 1995 - 'O Sarracino - Remixes (Dig It International – DMX 10292) (Renzo Arbore L'Orchestra Italiana)
- 1996 - Aummo... Aummo... (Ariola – 74321 377152, versione cartonata, solo Paesi Bassi, CD) (Renzo Arbore L'Orchestra Italiana)
- 1997 - 'O Sarracino (Pense À Moi – 4743222, versione cartonata, solo Francia, CD) (Renzo Arbore L'Orchestra Italiana)
- 1998 - Insalata 'e mare (Ricordi – 74321597575, BMG Music – CRX 597572, versione cartonata e versione Slim Case, CD) (Renzo Arbore L'Orchestra Italiana)
- 2006 - 'O Sarracino Remix (Rise 336) (Simioli Vs. Renzo Arbore & The Orchestra Italiana)
- 2006 - 'O Sarracino Remix (Rise 336, Maxi Single) (Simioli Vs. Renzo Arbore & The Orchestra Italiana)

Singoli promozionali
- 1982 - Rocchenrollo/Smorza 'E Llights (Such A Night) (Ricordi – SRL 10968)
- 1982 - Smorza 'E Llights (Such A Night) (J.B. 230 - promo jukebox)
- 1982 - Rocchenrollo (J.B. 215 - promo jukebox)
- 1985 - Ma la notte no/Il materasso (Fonit Cetra – M 16489 - test pressing)
- 1985 - Ma la notte no (J.B. 805 - promo jukebox)
- 1986 - Il clarinetto (J.B. 8314 - promo jukebox)
- 1986 - Playback/Tu vecchia mutanda, tu (Fonit Cetra, JB 315 - promo jukebox)
- 1988 - Cacao Meravigliao/Grazie dei fiori bis (Fonit Cetra, JB 817 - promo jukebox)
- 1992 - Luna rossa (Fonit Cetra, JBT 829, 12", CTD 503, CD) (Renzo Arbore L'Orchestra Italiana)
- 1994 - L'hai voluto te/Aummo...Aummo... (Fonit Cetra, JB 834 - promo jukebox)

- 1995 - O' Sarracino/Guaglione (Fonit Cetra – MCD 05, CD)) (Renzo Arbore L'Orchestra Italiana)
- 1998 - La Zanzarita (Ricordi 74321626792, CD) (Renzo Arbore L'Orchestra Italiana)
- 2005 - Meno siamo meglio stiamo (Gazebo Giallo, Atlantic – PRO15260, CD) (Renzo Arbore e gli Arborigeni)